# Manlia de vicesima manumisorum
La lex Manlia de vicesima manumisorum va ser una antiga llei romana votada i aprovada pels comicis tribunats l'any 357 aC, quan eren cònsols Gneu Manli Capitolí Imperiós i Gai Marci Rutil. Condemnava al pagament d'una vigèsima part dels béns a l'erari als que donessin la manumissió a algun esclau seu. S'anomena Manlia pel nom del cònsol que la va proposar, però de vegades també es deia Lex Marcia, per l'altre cònsol.